# Dendropemon silvae
Dendropemon silvae är en tvåhjärtbladig växtart som beskrevs av á.T. Leiva Sánchez. Dendropemon silvae ingår i släktet Dendropemon och familjen Loranthaceae. Inga underarter finns listade i Catalogue of Life.